# Остапенко, Игорь Викторович
Игорь Викторович Остапенко (17 марта 1966 — 4 октября 1993) — старший лейтенант ВМФ России, погибший утром 4 октября 1993 года при попытке прорыва с группой военнослужащих к защитникам здания Верховного совета Российской Федерации.

## Биография
Родился 17 марта 1966 года в городе Чимкент, Казахской ССР в семье учительницы средней школы Раисы Михайловны и кандидата философских наук, доцента Виктора Григорьевича Остапенко. С детства мечтал о службе на море.
В 1990 году окончил Киевское высшее военно-морское политическое училище (КВВМПУ). Был переведён для службы в Подмосковье. Женился на Надежде, имел маленькую дочь Наташу.

## События 3-4 октября 1993 года
К моменту начала октябрьских событий 1993 года старший лейтенант И. В. Остапенко являлся помощником по работе с личным составом командира роты 2-й Центральной обсерватории ВМФ, находившейся в военном городке Ногинск-9.
Ночью старший лейтенант И.В. Остапенко с группой подчиненных (остальные были в наряде) смотрели телевизор, следя за событиями в Москве. Разъяснив матросам обстановку в Москве, Игорь Викторович спросил у подчиненных: «Кто со мной к Дому Советов?» Все, кто был рядом, добровольно вызвались идти с ним. Так, около 23 часов И.В. Остапенко по собственной инициативе поднял по тревоге подчиненный личный состав роты охраны в количестве 21 человека, вскрыл комнату для хранения оружия роты и отдал приказ на получение оружия и боеприпасов. На 22 человека нашлось всего сорок патронов. По его приказу группа вооруженных автоматами матросов, покинув часть, по шоссе направилась к Москве, на помощь защитникам Дома Советов.
Командир части капитан первого ранга В. Сидоренко, узнав о происшествии, сообщил об этом в ГАИ и милицию, а также организовал погоню, которая результатов не дала. На автодороге Черноголовка-Москва, по приказу И. В. Остапенко, матросами был реквизирован автомобиль ЗИЛ-43318, на котором они продолжили движение к Москве.
При проезде 31-го километра Щелковского шоссе, не далеко от расположения 4-й роты ДПС, в 4 часа утра подразделение, возглавляемое И. В. Остапенко, было остановлено сотрудниками Щелковского ОМОНа с помощью перекрытия дороги специальной шипованной лентой. Предупредительных выстрелов не производилось, поскольку, по милицейской информации, передвигающиеся на грузовике военные были вооружены. Завязалась перестрелка, в ходе которой были ранены офицер и три матроса, один сотрудник ОМОНа был убит. И. В. Остапенко, оценив ситуацию как безнадёжную в виду численного превосходства ОМОНа, которого, по некоторым данным, было до двух рот, приказал матросам сложить оружие и сдаться. Находившийся в кузове автомобиля И. В. Остапенко в момент разоружения выкрикнул: «Советские офицеры не сдаются!» и выстрелом из автомата в упор в полость рта покончил жизнь самоубийством.
30 декабря 1993 года Балашихинской гарнизонной прокуратурой прекращено производство по уголовному делу о самоубийстве старшего лейтенанта И.В Остапенко на основании ст. 5 п. 1 УПК РСФСР, т.е. за отсутствием события преступления.

## Награды
- В 1997 году указом так называемого Постоянного Президиума Съезда народных депутатов СССР Сажи Умалатовой, И. В. Остапенко посмертно присвоено воинское звание капитан-лейтенанта и звание Героя Советского Союза.[8]
- Когда в гарнизон приехали родители, чтобы забрать гроб с телом, генерал армии В. И. Варенников снял со своей груди Золотую Звезду Героя Советского Союза и передал родителям, при этом сказал: «Он достоин этого Звания!».[8]

## Похороны
В части прощались со старшим лейтенантом, по приказу сверху, без церемоний, но пришли все матросы его подразделения. Позже прощались жители военного городка. За сыном приехал отец из Чимкента.
Похоронен на родине в городе Чимкенте. На церемонии присутствовало около тысячи человек, разных национальностей. На место гибели сразу же стали приносить цветы и повесили фотографию.

## Память
- На месте гибели Игоря Остапенко властями долгое время не разрешалась установка памятного знака. Инициативной группе под руководством члена Политсовета Российской партии коммунистов капитана О. Широкова, вместе с «Трудовой Россией» В. Анпилова и местной организацией КПРФ, удалось добиться положительного решения. 5 октября 1997 года знак был установлен. Средства на установку собирались на территории большинства бывших республик СССР. Шефство над памятником взял класс одной из щелковских школ.
- В Российском государственном торгово-экономическом университете (РГТЭУ) в 2009 году была учреждена именная стипендия капитан-лейтенанта И. В. Остапенко.